# Zenarchopterus quadrimaculatus
Zenarchopterus quadrimaculatus is een straalvinnige vissensoort uit de familie van halfsnavelbekken (Hemiramphidae). De wetenschappelijke naam van de soort is voor het eerst geldig gepubliceerd in 1926 door Mohr.